# Мажич, Огнен
Огнен Мажич (серб. Огњен Мажић; род. 22 июня 2002, Врбас, Воеводина) — сербский футболист, защитник.

## Карьера

### «Спартак» Суботица

#### Начало карьеры
Начинал заниматься футболом в ЦФК «Врбас» их родного города. Позже перебрался в академию суботицкого «Спартака», где продолжил выступать на юношеском уровне. В октябре 2018 года подписал свой первый профессиональный контракт с клубом. В 2019 году в составе юношеской команды до 19 лет стал выступать в сербской молодёжной лиге. Дебютный матч за основную команду клуба сыграл 19 июня 2020 года в рамках заключительного тура сербской Суперлиги против клуба «Напредак». На протяжении следующего сезона продолжал выступать преимущественно в молодёжном первенстве, всего лишь несколько раз попав в заявку основной команды клуба, дважды появившись на поле, результативными действиями не отличившись.

#### Аренда в «Бачку»
В июле 2021 года на правах арендного соглашения присоединился к сербскому клубу «Бачка», подписав контракт до конца сезона. Дебютировал за клуб 12 сентября 2021 года в матче против клуба «Лозница», выйдя на замену на 59 минуте. На протяжении основной части чемпионата выступать за клуб в роли игрока скамейки запасных, вместе с которым занял итоговое предпоследнее место, отправившись выступать в раунд на выбывание. Оставшуюся часть сезона доигрывал уже в роли одного из основных игроков, однако результативными действиями не отличился и завершил чемпионат также на итоговом предпоследнем месте, вылетев во Вторую лигу. По окончании срока арендного соглашения покинул клуб и вскоре получил статус свободного агента.

### «Вршац»
В июле 2022 года на правах свободного агента присоединился к сербскому клубу «Вршац». Дебютировал за клуб 30 июля 2022 года в матче против клуба «Инджия», выйдя на поле в стартовом составе. На протяжении первой половины сезона выступал за клуб в роли одного из основных игроков, чередуя матчи в стартовом составе и со скамейки запасных, однако результативными действиями не отличился, заработав лишь 4 предупреждения. По окончании первой половины сезона покинул клуб, расторгнув контракт по соглашению сторон.

### «Нови-Сад»
В феврале 2023 года на правах свободного агента стал игроком сербского клуба «Нови-Сад», подписав контракт до конца сезона. Дебютировал за клуб 25 февраля 2023 года в матче против клуба «Траял Крушевац», выйдя на поле в стартовом составе. На протяжении основной части чемпионата выступать за клуб в роли одного из основных игроков, занял итоговое шестое место, тем самым отправившись в раунд на повышение в классе. По итогу сезона вместе с клубом завершили чемпионат на итоговом седьмом месте. По окончании сезона покинул клуб.

### «Минск»
В апреле 2024 года на правах свободного агента присоединился к белорусскому «Минску», подписав однолетний контракт. Дебютировал за клуб 21 мая 2024 года в матче против «Ислочи», выйдя на поле в стартовом составе. В начале июня 2024 года получил серьёзную травму ноги, выбыв из распоряжения минского клуба на длительный срок. В октябре 2024 года вновь вернулся в распоряжение клуба, однако оставался на скамейке запасных. По итогу сезона вместе с клубом завершил чемпионат на итоговом тринадцатом месте в турнирной таблице. В декабре 2024 года покинул клуб в связи с окончанием срока действия контракта.

## Личная жизнь
- Отец Милорад Мажич (род. 1973) — футбольный судья. Принимал участие на чемпионатах мира в 2014 и 2018 годах.